# 曾侯乙墓
曾侯乙墓是中國戰國時期曾侯乙的一座墓葬，呈“卜”字形，岩坑竖穴木椁墓。位于湖北省随州市城西两公里的擂鼓墩东团坡上，属于擂鼓墩古墓群。

## 发现经过
1977年9月，在中國湖北随县县城西郊的东团坡，解放军空军某部在扩建营房开山炸石时发现地下有褐色泥土，施工单位的王家贵和郑国贤向县文化部门通报，但是没有得到重视。此时墓葬的车马坑已经有一些青铜文物出土，被施工工人卖至废品收购站，失去了原有的价值。此后王家贵三次赴县城请来专家勘察，才開始得到有关部门的重视。1978年5月11日，文物考古部门开始挖掘，5月17日大墓被开启，发现椁板下已被泥水浸泡，遂开始抽水排水。5月21日发现一个直通椁板的盗洞，5月23日水位下降，曾侯乙编钟露出水面。6月底，野外清理首战告捷。

## 墓坑与葬式

### 墓坑
墓口，东西长21.0米，南北宽16.5米。总面积220平方米。如果加上修建水塔时，地表被铲去的2米，原深度大约13米以上。坑壁垂直且比较规整，但是由于砂岩松散，有的地方在下葬后不久就崩塌了。
墓坑内，木椁与坑壁的距离，最小20.0厘米，最大70.0厘米，中间填以木炭。木椁上，铺有10-30厘米的木炭，并且进行了夯实。顶部与四周取出超过60吨木炭。木炭之上，填有10-30厘米，质地细腻的青膏泥。青膏泥之上，黄褐土与青灰泥相见迭压，约2.5米。再上方，铺满大小不一的石板。石板上方，直至墓口，填以五花土，其中夹杂着青灰泥，并经层层夯实。

### 葬式
椁室分为北、东、中、西四室。

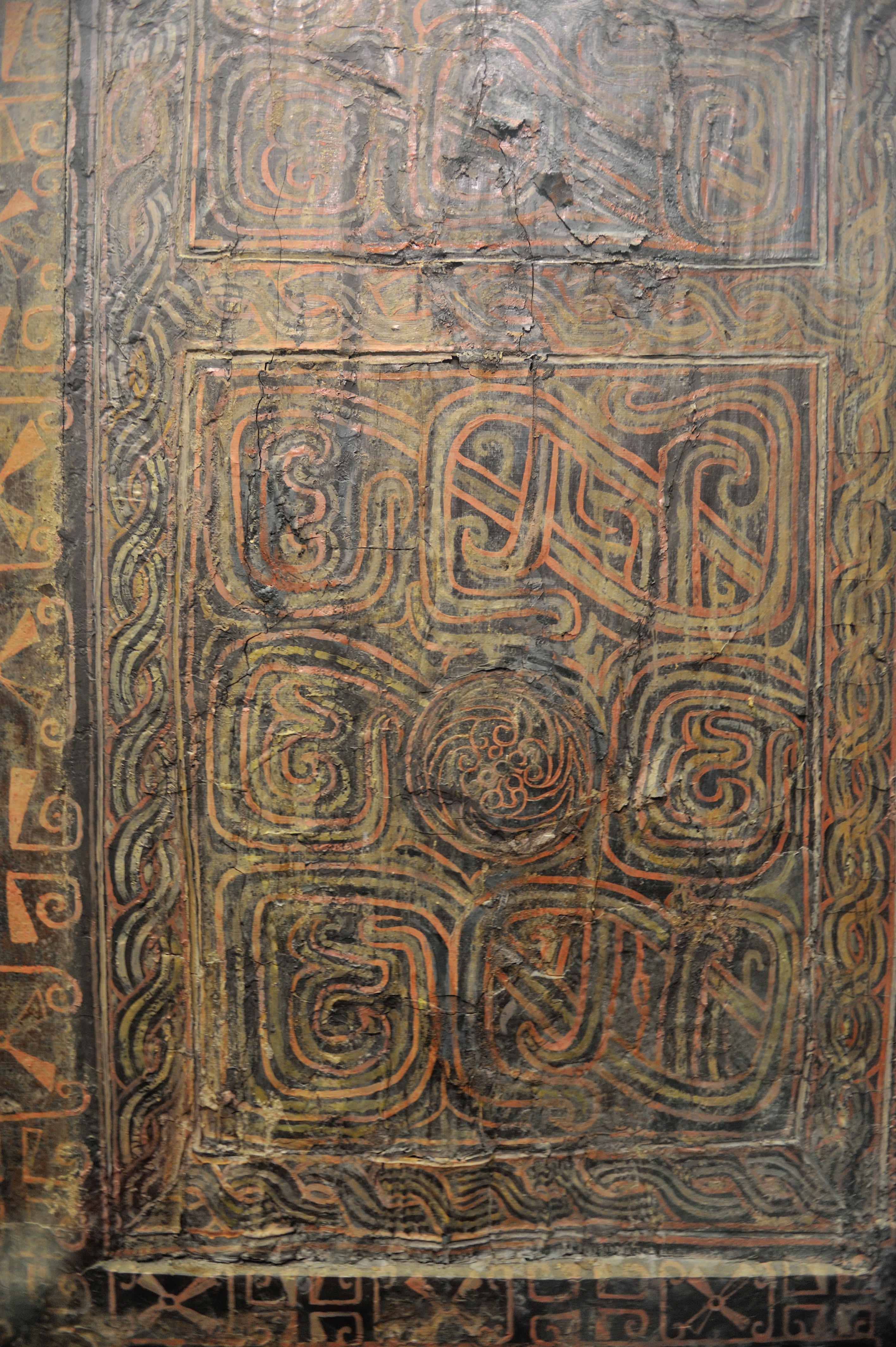
曾侯乙墓主棺，外棺

东室，东西长9.5米，南北宽4.75米，深3.5米。其中主棺南北向，放置于中部偏西的地方。东、西两侧放置了陪葬棺，分别有6具、2具棺材。东室通往中室门洞处，放置1具狗棺。此外，还有兵器、乐器、漆器和金器。
中室，南北长9.75米，东西宽4.75米，深3.3米。其中放置有编钟等礼乐器。
西室，南北长8.65米，东西宽3.25米，深3.3米。其中放置了13具陪棺。
北室，南北长4.25米，东西宽4.25米，深3.15米。其中放置了兵器、车马器与简册等。
主棺分为内外两层。外棺长3.2米，宽2.1米，高2.19米。外棺周身以黑漆为地，绘制朱色、金黄色花纹。外棺内壁朱漆。内棺长2.49米，宽1.27米，高1.32米。内棺以朱漆为地，绘制黄色、黑色花纹。
陪棺21具。内外黑漆。除一例外，外壁均绘有红彩。
狗棺无漆。
经遺骸鉴定，主棺内的墓主为45岁左右男性；陪棺内的陪葬者为13-25岁左右女性。

## 墓主人及其年代

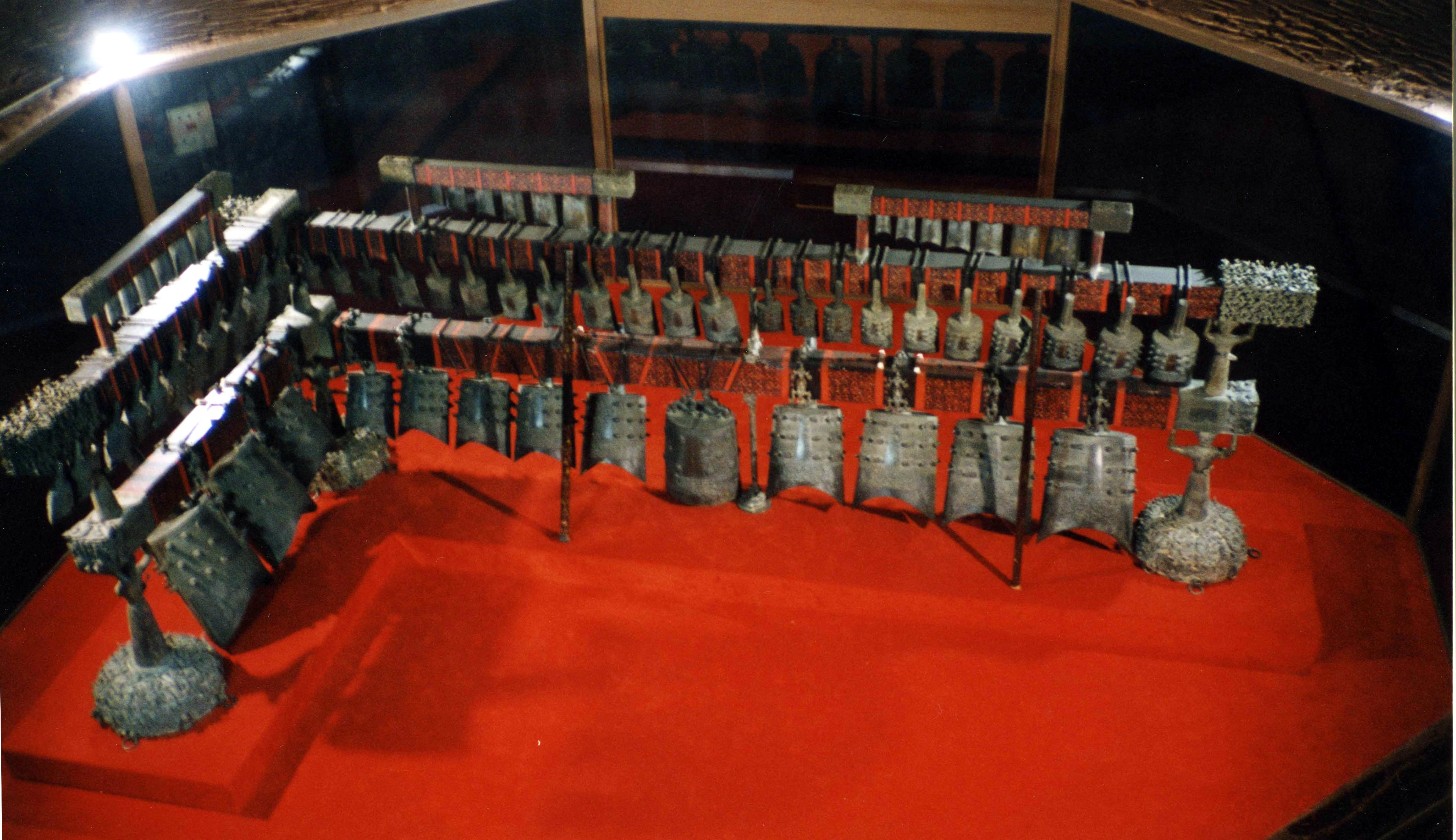
出土的編鐘

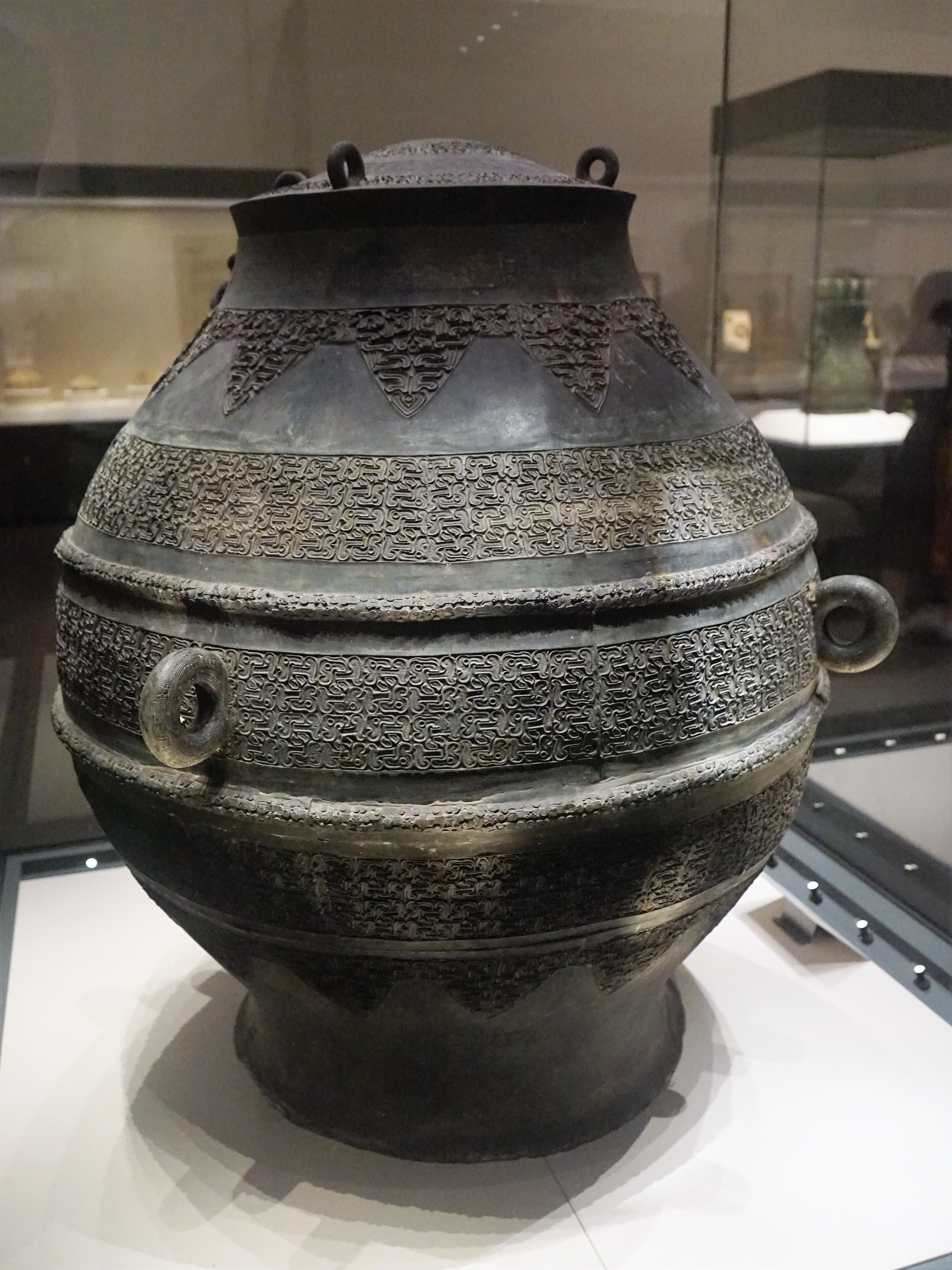
青铜缶。迄今出土的最大的青铜酒器。

曾侯乙墓中，45件甬钟上均有“曾侯乙乍（或“寺”）”。而其他青铜礼器、用器及其附件共125件中，有117处“曾侯乙”的铭文。
同时，通过出土鏄钟上的铭文鉴定，这是战国早期曾国一位名字叫作“乙”的君主之墓葬，故称曾侯乙。曾侯乙墓的入葬时间大约在楚惠王五十六年（公元前433年）或稍晚。 据考，墓主人姓姬名乙。
对墓中的木炭进行实验测量，证明了年代为公元前433年稍晚的推断是合理的。

## 出土文物及其意义
曾侯乙墓中出土了大量青铜礼器、乐器、兵器、金器、玉器、车马器、漆木竹器以及竹简文物达15,404件，其中有8件定为国宝。
曾侯乙墓出土的乐器，大多来自于中室。其中编钟一架65件、编磬一架32件、鼓3件、瑟7件、笙4件、排箫2件、篪2件。它们应该是战国初期，诸侯宫廷乐队的基本制式。这不仅让人们对周代的礼乐制度有了形象化的认识，还包括了久已失传的，或形制最早的古乐器。比如，十弦琴、均钟、排箫和篪，均已失传了大约两千年。
曾侯乙编钟，更是自古至今，同类乐器中出土的，规模最大，保存最完好的。

## 文物保护情况
曾侯乙墓所在的擂鼓墩古墓群于1992年12月16日被湖北省人民政府列为第三批湖北省文物保护单位，1988年1月13日被中华人民共和国国务院列为第三批全国重点文物保护单位。

## 出土文物
- 曾侯乙编钟
- 曾侯乙编磬
- 曾侯乙青銅尊盤